# NGC 4244
Az NGC 4244 (más néven Caldwell 26) egy hosszú, éléről látszó spirálgalaxis a Canes Venatici (Vadászebek) csillagképben.

## Felfedezése
A galaxist William Herschel fedezte fel 1787. március 17-én.

## Tudományos adatok
A galaxis 244 km/s sebességgel távolodik tőlünk.

## Megfigyelési lehetőség
Egy komolyabb, 25 cm-es távcsővel, tiszta égbolton már megfigyelhető.